# Wilhelm Mössel
Rudolf Maximilian Heinrich Wilhelm Mössel (* 20. Oktober 1897 in München; † 5. September 1986 in Passau) war ein deutscher Marineoffizier. Zuletzt war er Konteradmiral im Zweiten Weltkrieg.

## Leben
Wilhelm wurde als Sohn des Malers Julius Mössel und dessen Frau Karoline Schönchen geboren. Ab 1902 besuchte er die Volksschule in München und ging von 1907 bis 1913 auf die Realschule in Weilheim. Die folgenden drei Jahre besuchte er die Oberrealschule in München, die er mit dem Abitur abschloss.
Am 4. Juli 1916 trat Mössel während des Ersten Weltkriegs als Freiwilliger mit der Anwartschaft auf die Seeoffizierslaufbahn in die Kaiserliche Marine ein. Am 18. September 1918 wurde in der Funktion als Funkoffizier auf dem Kleinen Kreuzer Graudenz zum Leutnant zur See befördert. Er verblieb über das Kriegsende bis zum 10. März 1920 an Bord, war dann kurzfristig Wachoffizier auf dem Kleinen Kreuzer Königsberg und wurde vom 17. März bis 8. Oktober 1920 zur Verfügung des Chefs der Marinestation der Nordsee gestellt.
Am 1. April 1922 folgte seine Beförderung zum Oberleutnant zur See, am 1. Juni 1929 zum Kapitänleutnant, am 1. September 1935 zum Korvettenkapitän, am 1. April 1939 zum Fregattenkapitän, am 1. Juli 1940 zum Kapitän zur See und schließlich am 1. Oktober 1944 zum Konteradmiral.
In der Zeit vom 3. September 1916 bis zum 29. September 1930 diente er auf See, zuletzt auf dem Linienschiff Schleswig-Holstein. Vom 1. Februar 1937 bis zum 9. Mai 1945 war er Marine-Verbindungsoffizier beim Reichsluftfahrtministerium/Oberkommando der Luftwaffe. Seine letzte Dienststelle war der Generalstab der Luftwaffe. Am 10. Mai 1945 wurde Mössel von den britischen Truppen gefangen genommen. Er war in den Kriegsgefangenenlagern Bischofswiesen, London, Zedelgem/Belgien, Allendorf/Hessen, Neu-Ulm und Garmisch.
Nach seiner Entlassung aus der Kriegsgefangenschaft Anfang 1947 lebte er bei seiner Tante Emmy Mössel in Frasdorf. Im Jahr 1960 verkaufte er das Haus in Feldafing und zog mit Emmy Mössel nach Passau, wo sich beide ein Haus kauften.